# Bill Haywood

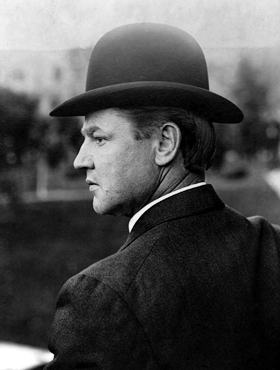
Bill Haywood

William Dudley "Big Bill" Haywood, född 4 februari 1869 i Salt Lake City, Utah, död 18 maj 1928 i Moskva, Sovjetunionen, var en radikal amerikansk socialist och fackföreningsman. 
Haywoods pappa dog när sonen var 3 år gammal, och vid 9 års ålder började Haywood arbeta i gruvorna. Han engagerade sig i den fackliga organisationen Western Federation of Miners (WFM), och valdes år 1900 till dess sekreterare och kassör. WFM stod utanför centralorganisationen American Federation of Labor (AFL) och verkade i stället för bildandet av en ny centralorganisation.
Det var i detta syfte som Haywood 1905 var med och grundade Industrial Workers of the World (IWW), en arbetarorganisation med mera syndikalistisk prägel än det reformistiska AFL. Under en längre fängelsevistelse där han stod oskyldigt anklagad för ett attentat valde WFM att lämna den nybildade centralorganisationen, men Haywood blev i stället en av de främsta ledarna för IWW, och blev även en ledande medlem av Socialist Party of America.
Från 1908 och framåt var Haywood en av de drivande krafterna i IWW, och deltog bland annat i organiseringen av de kända textilarbetarstrejkerna i Lawrence 1912 och Paterson 1913. År 1918 anklagades Haywood av de amerikanska myndigheterna för landsförräderi och spioneri, och dömdes tillsammans med ett hundratal andra syndikalister till långa fängelsestraff. Haywood fick 20 år i fängelse, nekades resning i fallet men beviljades borgen och kunde därmed fly landet.
Haywood hamnade slutligen i Sovjetunionen och dog i Moskva 1928.